# 그림판
마이크로소프트 그림판(Microsoft Paint, 이전 명칭: 페인트브러시/Paintbrush)은 마이크로소프트가 제작한 단순한 기능의 컴퓨터 그래픽 프로그램이다. 윈도우 1.0부터 시작하여 현재까지의 윈도우 대부분의 버전에 기본으로 포함돼 있다. 윈도우 3.1 시절까지는 페인트(Paint)라는 영어 낱말을 사용했다.
기본적으로 윈도우 비트맵(BMP)를 지원하며, 윈도우 XP부터는 JPEG, GIF, PNG, TIFF의 포맷을 지원한다. 컬러 모드와 흑백 모드를 지원하지만, 그레이스케일 모드는 지원하지 않는다. 최대 이미지 크기는 99,999 X 99,999이다.
윈도우 7부터는 새로운 리본 인터페이스가 도입되었으며, 기본 저장 포맷이 PNG로 변경됐다. 또한 눈금자와 격자 기능을 비롯하여 다양한 템플릿이 추가됐으나 이전 버전까지 존재하던 선택 영역 저장 기능이 제거됐다.
윈도우 11 초기에는 다크 모드를 추가되었고, 후기부터 오랜 숙원했던 포토샵 형식의 레이어와 투명도 지원이 추가했다.

## 기능
도구 상자에서 제공하는 기능은 다음과 같다.
- 자유형 선택
- 선택
- 지우개/색 지우개
- 색 채우기
- 색 골라내기
- 돋보기
- 연필
- 브러시
- 에어브러시
- 텍스트
- 직선
- 곡선
- 직사각형
- 다각형
- 타원
- 둥근 직사각형

## 같이 보기
- 그림판 3D
- 잉크스케이프
- 핀타
- 김프